# Charles Nelson Reilly
Charles Nelson Reilly (Bronx, New York, 1931. január 13. – Los Angeles, 2007. május 25.) Tony-díjas amerikai színész, humorista, rendező és tanár volt. A Bye Bye Birdie, Hello, Dolly! és How to Succeed in Business Without Really Trying című musicalek eredeti változataiban játszott. Szerepelt a The Ghost & Mrs. Muir című televíziós sorozatban, illetve a Match Game című vetélkedőben. 2006-ban film készült az életéről, The Life of Reilly címmel.

## Élete
1931. január 13-án született Bronx-ban, egy ír katolikus apa és egy svéd luteránus anya gyermekeként. Kiskorában azzal szórakoztatta magát, hogy bábszínházasat játszott.
13 éves korában túlélte az 1944-es hartfordi cirkusztüzet, mely következtében 167 ember meghalt. Reilly ez után sosem ült a közönség soraiba. Az esemény annyira megviselte őt, hogy színházba is alig járt.
Az opera rajongója lett, és operaénekes szeretett volna lenni. Azonban ezt el kellett engednie, amikor rájött, hogy nincs elég jó énekhangja a műfajhoz. Ennek ellenére a műfaj továbbra is a kedvence maradt, gyakran szerepelt továbbá opera-tematikájú rádióműsorokban. Jó barátságban állt Renée Fleming, Rod Gilfry, Roberta Peters és Eileen Farrell énekesekkel.
Első filmes szerepe az 1957-es A Face in the Crowd című filmben volt, a neve azonban nem jelent meg a stáblistán. Gyakran fellépett a Starlight Theatre nyári előadásain. Az áttörést azonban a Bye Bye Birdie című musical jelentette, annak ellenére, hogy ebben is csak kis szerepe volt.
1961-ben a How to Succeed in Business Without Really Trying című musicalben alakította Bud Frump szerepét, amiért Tony-díjat nyert.
A Hello, Dolly! című musicalben Cornelius Hackl szerepét alakította, amiért újabb Tony-díjra jelölték.
A hatvanas években több tévéműsorban szerepelt, többek között a What's My Line? című vetélkedőben, a The Steve Lawrence Show-ban, a McMillan & Wife-ban, a The Patty Duke Show-ban, a Here's Lucy-ben, a Rowan & Martin's Laugh-In-ben, a Szerelemhajóban és a Love, American Style-ban is. Szerepelt az Excedrin és a Bic reklámjaiban is.
1968-tól 1970-ig Claymore Gregg szerepét alakította a The Ghost & Mrs. Muir-ben, amiért Emmy-díjra jelölték. Gyakran szerepelt a The Dean Martin Showban is, a The Tonight Show Starring Johnny Carsonban pedig több, mint 100 alkalommal szerepelt.
A Match Game című vetélkedő rendszeres versenyzője volt. Gyakran elegyedett vicces szóváltásokba Brett Somersszel.
A Match Game '74 felvétele alatt kilépett, hogy elkészítse a Hamburgers című filmet, illetve Neil Simon God's Favorite című darabjában szerepeljen. Szerepelt az Uncle Croc's Block című gyerekműsorban Jonathan Harrisszel együtt. A Body Language című vetélkedő rendszeres versenyzője volt.

## Halála
Élete későbbi szakaszát azzal töltötte, hogy az Egyesült Államokban utazott, és színdarabokat, illetve operákat rendezett. Elkészítette továbbá a Save It for the Stage: The Life of Reilly című darabot, amely az életéről szól. E darab alapján 2006-ban film készült, The Life of Reilly címmel.
A The Life of Reilly forgatása idején problémák akadtak a légzésével, így a forgatás utolsó napján visszavonult. A filmet 2006 márciusában mutatták be a South by Southwest fesztiválon, amelyen Reilly nem jelent meg. Mire a film a mozikba került, Reilly már kórházba került. 
2007. május 25-én hunyt el tüdőgyulladás következtében a UCLA Medical Centerben. 76 éves volt.